# Zumbi (Rio de Janeiro)
Zumbi é um bairro da Zona Norte do município do Rio de Janeiro e um dos catorze bairros oficiais da ilha do Governador. É o menor bairro da Ilha, e o segundo menor da capital do estado homônimo. Seu IDH, no ano 2000, era de 0,858, o 46º melhor do município dentre 126 bairros analisados

## História

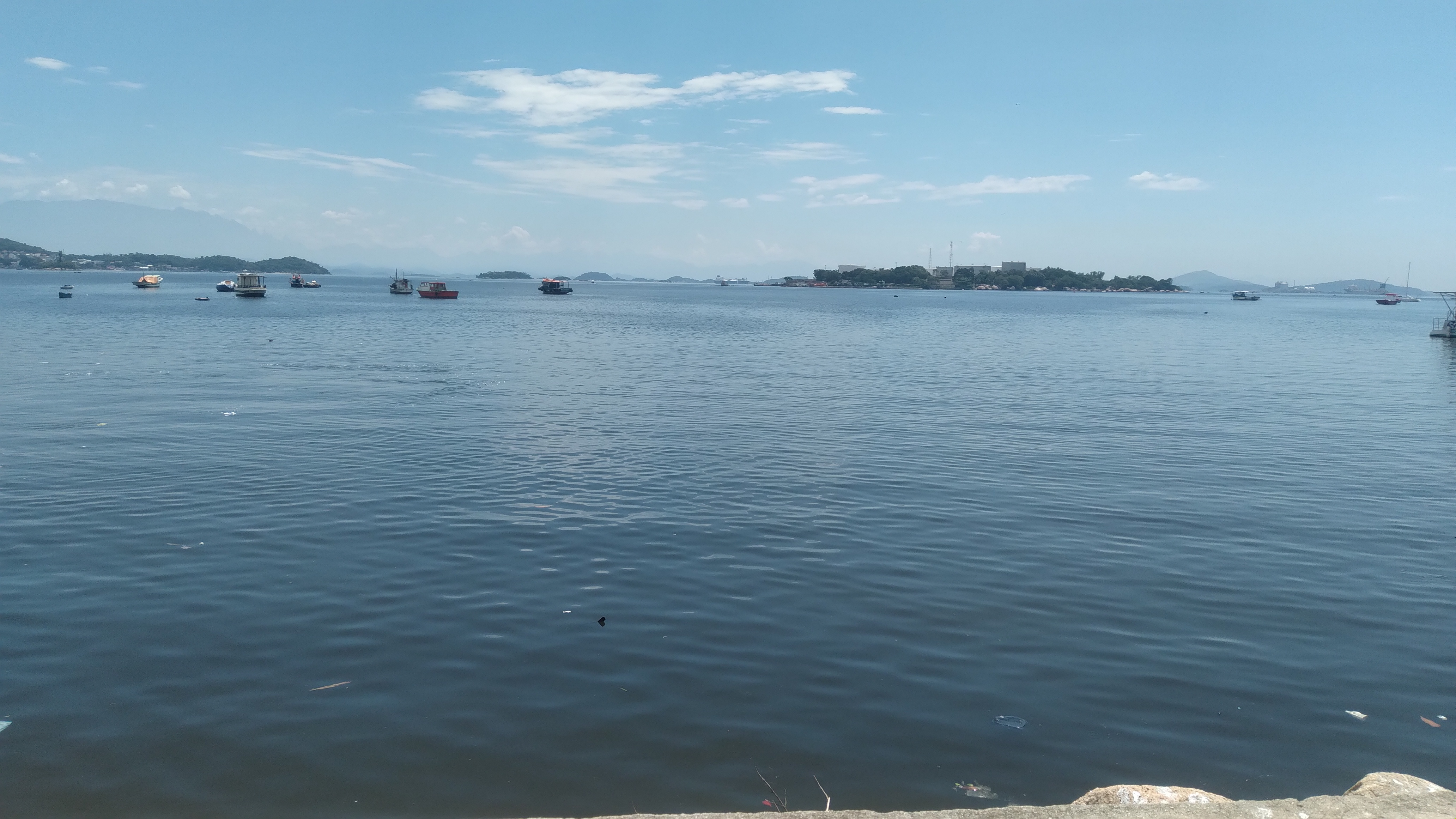
Baía de Guanabara vista do Zumbi, segundo menor bairro do Rio de Janeiro

Localiza-se dentro da Ilha do Governador numa localidade surgida da ocupação gradativa do entorno do Saco de Jequiá, área alagadiça e embocadura do canalizado e submerso Rio Jequiá. Em suas poucas ruas abriga o batalhão da polícia militar Luís Alves de Lima e Silva, o Jequiá Iate Clube, a escola municipal Cuba e o posto de saúde Necker Pinto.
Faz limite com os bairros Cacuia a norte e oeste, pelo qual é vastamente sombreado ao entardecer devido ao morro que nomeia o bairro. E por Pitangueiras a leste, separa ainda esse dois bairros da Ribeira, o qual geralmente é incorporado na localização popular.